# Skistodiaptomus carolinensis
Skistodiaptomus carolinensis é uma espécie de crustáceo da família Diaptomidae.
É endémica dos Estados Unidos da América.